# Heinrich Büchner
Heinrich Büchner (* 1884; † 1960) war ein deutscher Kommunalpolitiker.

## Werdegang
Büchner war als Sattlermeister in Regensburg niedergelassen. Er war Stadtrat in Regensburg und 1946 Mitglied im Beratenden Landesausschuss des Freistaats Bayern. 
1958 wurde er mit der Silbernen Bürgermedaille der Stadt Regensburg ausgezeichnet.